# Falsoibidion infidarium
Falsoibidion infidarium là một loài bọ cánh cứng trong họ Cerambycidae.